# کیسه کشیش
کیسه کشیش (نام علمی:  Capsella bursa-pastoris) یکی از گیاهان است.

گیاهی یک ساله است که با بذر تکثیر می‌یابد. دارای ریشه‌ای دوکی‌شکل، در تمام خاک‌ها رشد می‌نماید و نیاز کمی در خاک دارد، ولی خاک ترد و پوک را ترجیح می‌دهد.
ارتفاع ۱۰ تا ۴۰ سانتی‌متر. علف هرز مزارع و باغات است و در کنار جوی‌ها دیده می‌شود. گلها سفید رنگ، گل آذین خوشه میوه خورجینک مثلثی یا قلبی واژگون.

## ترکیبات شیمیایی
دارای تانن، اسید بورساسیک، یک ماده رنگی و یک آلکالویید، کولین، استیل کولین، تیرامین
است.

## خواص درمانی
بند آورنده خون به صورت ضماد در رفع التهابهای سطحی بدن و جوشانده آن در اخلاط خونی، خونرویهای رحمی (خونروی در فواصل قاعدگی) و کلیه خونروی توصیه می‌شود.

## ویژگی‌ها

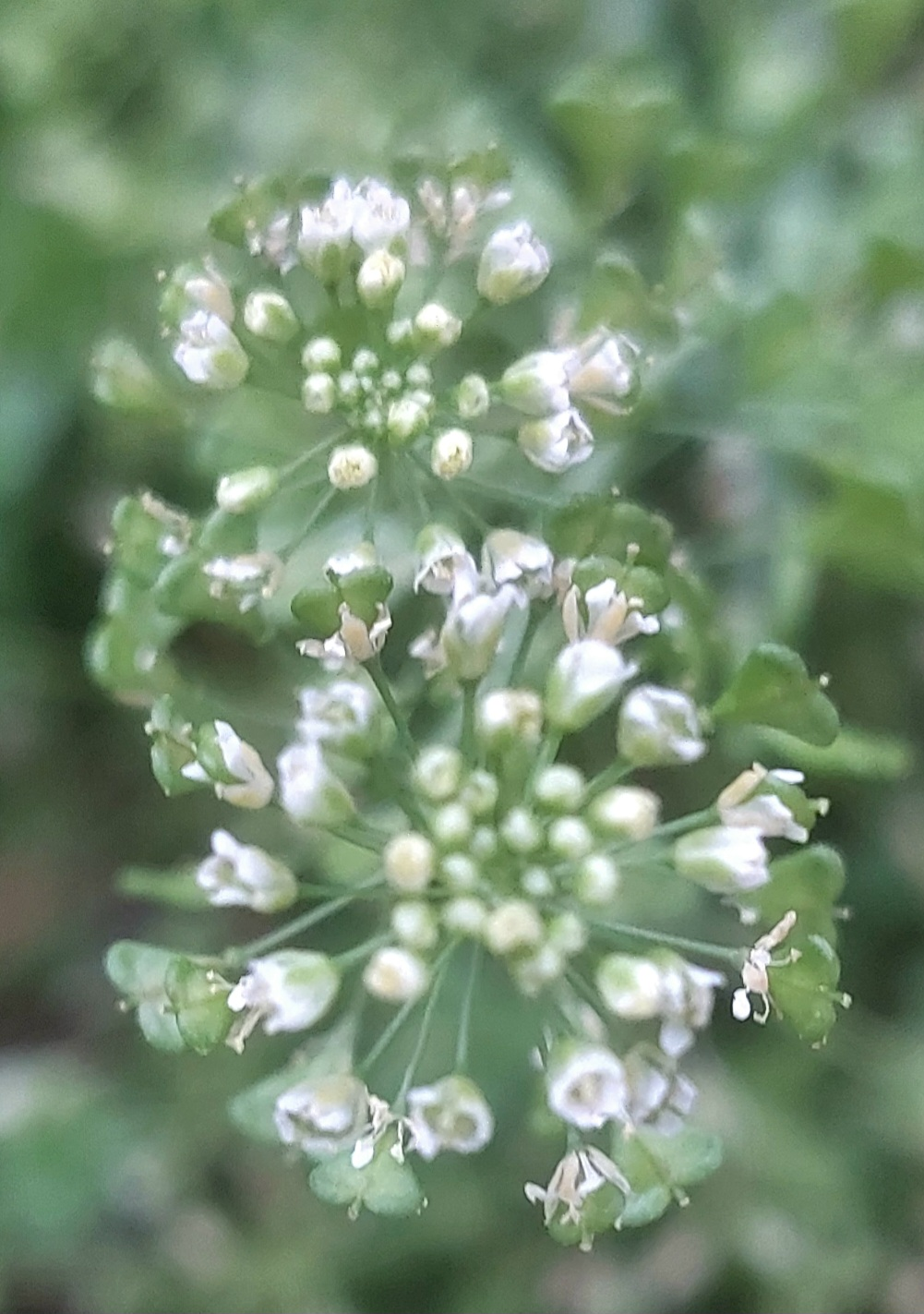
گل‌های سفید رنگ کیسه کشیش

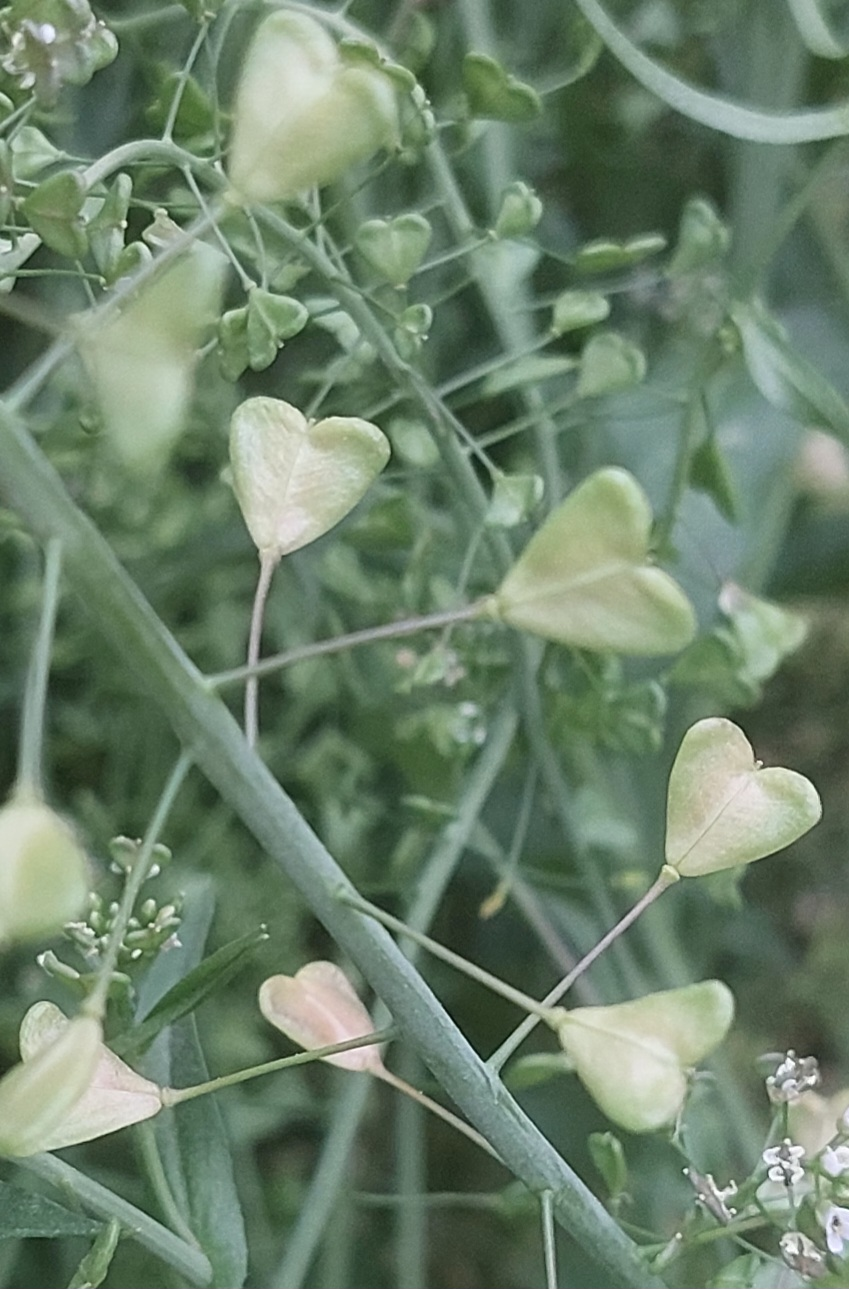
میوه قلبی شکل کیسه کشیش

دوره رویش: تقریباً در تمام طول سال مخصوصاً پاییز
برگها کوتیلدونی: تخم مرغی کشیده، خیلی کوچک، برگ دم کوتاه
برگ‌های شاخه: در ابتدا مدور یا قاشقی‌شکل، اولین برگ معمولاً کامل و بدون دندانه، برگ‌های بعدی کشیده، دندانه دار یا با لوب‌های حاشیه مواج تا عمیقاً شکاف دار، همه برگ‌ها دارای برگ دم، برگ‌های ساقه نیزه‌ای اغلب بدون شکاف، بدون برگ سر نیزه‌ای شکل.
ساقه: افراشته، ساده یا با یکی دو انشعاب آشکار، صاف یا با کرک‌های پراکنده، بلندی تا ۵۰ سانتی‌متر
گل: کوچک، سفید، انتهایی، در آرایش خوشه‌ای
دوره گلدهی: تقریباً در تمام مدت سال
مشخصات دانه: میوه خورجینک قلبی‌شکل، به طول ۹–۴ میلی‌متر، ریشه‌چه به وسیله یک شیار باریک محدود می‌شود. ریشه چه به انداره لپه‌ها یا کمی بلندتر از لپه هاف به رنگ زرد تا قهوه‌ای، مات، صاف تا کمی زبر
مناطق انتشار در ایران: در تمام نواحی ایران از جمله: تهران، کرج، غرب ایران، کرمانشاه، گیلان، مشهد، نیشابور، کرمان، همدان و دیگر نقاط.